# Bis (arts)

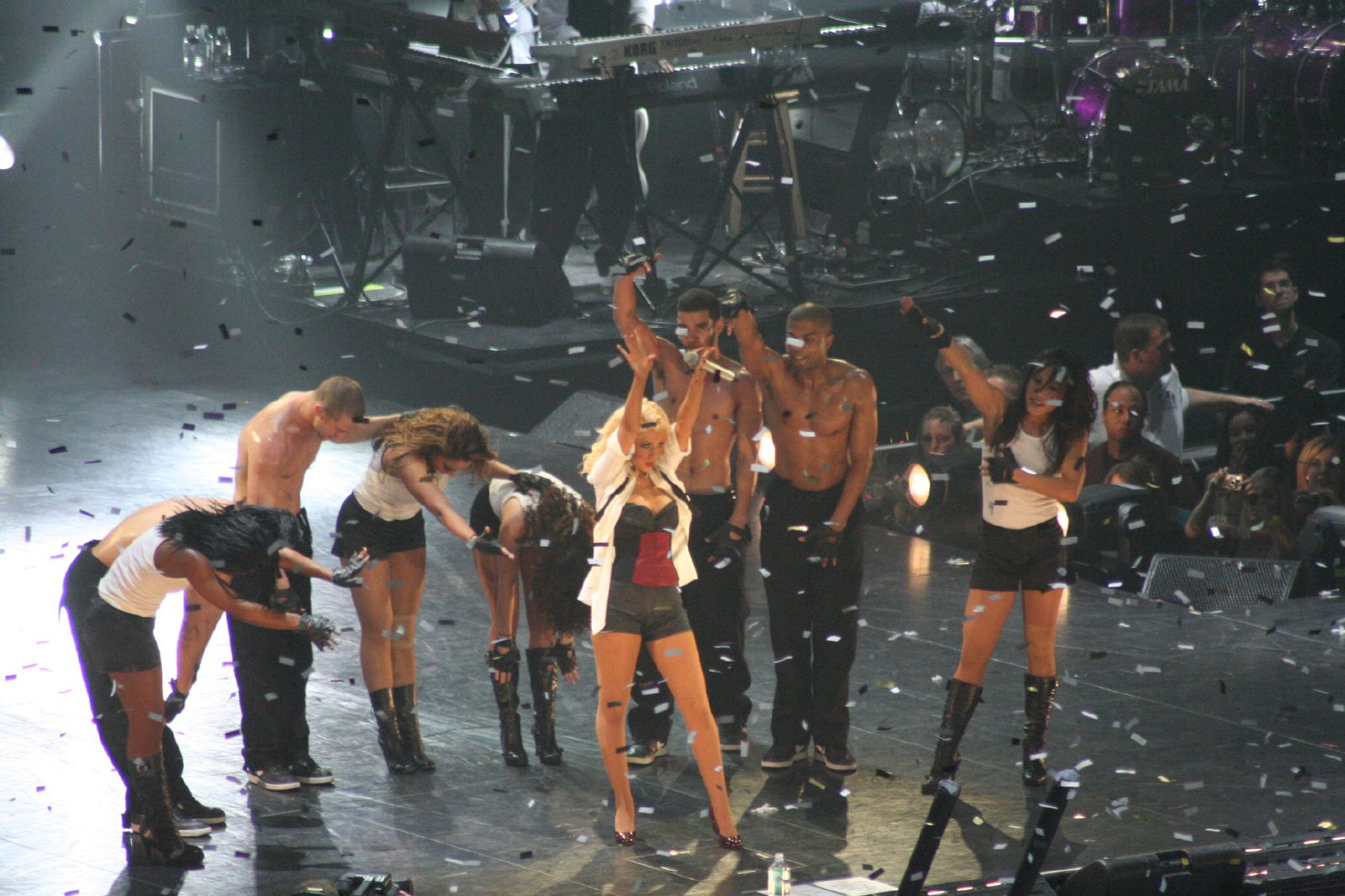
Christina Aguilera interpretant "Fighter" en el bis de "Back to Basics Tour" sota una pluja de confeti (any 2007)

Un bis és una actuació addicional que els intèrprets ofereixen després que l'espectacle previst hagi acabat, normalment en resposta a un llarg aplaudiment de l'audiència. Els bisos múltiples són habituals, i es produeixen espontàniament quan el públic segueix aplaudint i demanant una actuació addicional dels artistes.

## Concerts instrumentals
Al final d'un concert, si es produeix un llarg aplaudiment, una peça més, relativament curta, pot ser interpretada com a bis. En els darrers temps, els bisos ja s'esperen, i els artistes sovint els planegen. Tradicionalment, en un concert amb un programa imprès, els bisos no hi figuren, fins i tot quan estan planejats. Un exemple ben conegut és la interpretació de la Marxa Radetzky i Al bell Danubi blau al final del Concert d'any nou de Viena per l'Orquestra Filharmònica de Viena; cap d'aquestes peces mai no figura en el programa oficial, però es toca cada any.

## Actuacions d'òpera
Al començament del segle xviii, si una ària era molt aplaudida, era possible que es repetís. Per exemple, a l'estrena de les Noces de Fígaro de Mozart, 1 de maig de 1786, i altres actuacions primerenques, "moltes peces eren repetides com a bis, gairebé doblant la durada de cada actuació".

### ‘Prohibicions' per als bisos
El 9 de maig de 1786 Josep II va emetre una ordre que limitava els bisos de "Figaro".
Per tradició, alguns teatres d'òpera internacionals, com ara La Scala i la Metropolitan Opera, desaconsellen oficialment els bisos, especialment en el cas de solos vocals, ja que s'associen amb actuacions menys serioses.
A mitjans del segle xix, els bisos estaven oficialment prohibits al nord d'Itàlia, atès que les autoritats austroitalianes pensaven que podrien causar desordres públics. El 1921, els bisos van ser prohibits a la Scala (a Itàlia del nord), perquè el director Toscanini considerava que interrompien el ritme de l'òpera i centraven l'atenció en els cantants individuals i no a l'obra. El 1887, Toscanini havia estat desafiat a un duel després que, tossut, rebutgés el bis d'una ària. De manera similar, Wagner era contrari als bisos.
La prohibició al Metropolitan era explícita en els programes impresos a principis del segle xx, però sovint era ignorada davant la insistència del públic, tot i que els bisos van esdevenir més rars en avançar el segle.

## Música popular
En la majoria de casos, els artistes de rock, metall, i de pop ja ofereixen un bis de manera habitual, especialment en grans escenaris com ara estadis. Normalment, els grups de punk ofereixen bisos quan actuen en locals petits.
Sovint, els artistes planifiquen els bisos per endavant, i generalment els inclouen en el seu repertori; és habitual que deixin una o més de les seves cançons més populars per fer un bis. Els bisos, però, són normalment interpretats per l'artista principal, atès que els teloners tenen gairebé sempre un temps limitat per a la seva actuació i no els està permès excedir-lo amb bisos.
En algunes parts dels territoris de parla catalana el públic fa servir el clam "No n'hi ha prou" per demanar bisos.